# Edward
Edward – imię męskie pochodzenia angielskiego. W języku staroangielskim:
- słowo ead oznacza „pomyślność, dobrobyt, szczęście”;
- weard znaczy „strażnik, obrońca”.

Edward imieniny obchodzi 5 stycznia, 18 marca i 13 października.
Żeński odpowiednik: Edwarda.
Odpowiedniki w innych językach:
- angielski: Edward
- esperanto: Eduardo[4]
- łacina: Eduardus
- niemiecki: Eduard
- włoski: Edoardo

## Osoby noszące imię Edward
- Edward I Długonogi
- Edward II
- Edward III
- Edward IV
- Edward V
- Edward VI (król Anglii)
- Edward VII
- Edward VIII
- Edward Babiuch – polityk PRL-u
- Edward Barron Chandler
- Edward Burnett Tylor
- Edward Ciągło – poseł IV i V kadencji
- Edward Czesak – poseł V kadencji
- Edward Dajczak – duchowny
- Edward Dembowski – polski działacz lewicy niepodległościowej, filozof, krytyk literacki i publicysta
- Edward Dojan-Surówka
- Edward Duda
- Edward Dwurnik – polski malarz
- Edward Elgar – kompozytor angielski
- Edward Elric – alchemik (postać fikcyjna)
- Edward Falkowski
- Edward Fenech Adami
- Edward Frankowski
- Edouard Gagnon
- Edward Gierek – polski polityk komunistyczny, I sekretarz KC PZPR
- Edward Jan Habich
- Edvard Grieg – kompozytor
- Edward Heath – były brytyjski premier
- Edward Hopper – amerykański malarz
- Edward Janiak – duchowny
- Edward Jenner – (1749-1823), angielski lekarz, wprowadził szczepienia przeciw ospie
- Ted Kennedy, Edward M. Kennedy – polityk partii Demokratów w USA
- Edward Kiedos – poseł V kadencji
- Edward Kłosiński – operator filmowy
- Edward Kofler – polsko-szwajcarski matematyk
- Edward Krasiński – polski rzeźbiarz
- Edward Lear – angielski poeta
- Edward Linde-Lubaszenko – polski aktor filmowy i teatralny
- Edward Lipiński
- Edward Lubowski
- Edward Lutczyn
- Édouard Manet
- Edward Mazur – polski przedsiębiorca działający w USA, podejrzany o zlecenie zabójstwa generała Marka Papały
- Edward Meissner – działacz Polskiego Czerwonego Krzyża, Związku Harcerstwa Polskiego
- Edvard Munch – norweski malarz – ekspresjonista
- Edward Nawrot – polski duchowny katolicki, proboszcz parafii pw. św. Michała Archanioła i Wniebowzięcia NMP w Kiekrzu
- Edward Norton – aktor
- Edward Ochab – polityk komunistyczny
- Edward Osborne Wilson
- Edward Osóbka-Morawski – polityk
- Edward Ośko – poseł V kadencji
- Edward Palmer
- Edward Pietrzyk
- Edward Piszek – przedsiębiorca
- Edward Poradko – generał
- Edward Raczyński (1891-1993), prezydent RP
- Edward Raczyński (1786-1845), ziemianin wielkopolski
- Edward Redliński (ur. 1940) – polski pisarz
- Edward Rickenbacker – lotnik
- Edward Rydz-Śmigły – polityk
- Edward Sapir – językoznawca
- Edward Siarka – poseł V kadencji
- Edward Simoni
- Edward Sitek (1940-2002) – polski rzeźbiarz
- Edward Stachura (1937-1979) – polski poeta i prozaik
- Eduard Szewardnadze – polityk
- Edward Teller – matematyk
- Edward Thatch – piracki kapitan, rabował na Karaibach
- Edward Tylor
- Edward Whelan
- Edward Van Halen – gitarzysta rockowy
- Edward Zubler
- Edward Zwick
- Edward Żebrowski – reżyser
- Edward Żeligowski – pisarz
- Edward Żentara – polski aktor
- Edward Smith – kapitan RMS Titanic

## Postacie fikcyjne
- Edward Nożycoręki – bohater amerykańskiego filmu